# Rennie Curran
Rennie Curran (Snellville, 10 novembre 1988) è un giocatore di football americano statunitense che gioca nel ruolo di linebacker per gli Edmonton Eskimos della Canadian Football League (CFL). Fu scelto nel corso del terzo giro (97º assoluto) del Draft NFL 2010 dai Tennessee Titans. Al college ha giocato a football all'Università della Georgia.

## Carriera professionistica

### Tennessee Titans
Curran fu scelto nel corso del terzo giro del Draft NFL 2010 dagli Tennessee Titans. Disputò una sola stagione coi Titans, disputando nove gare, nessuna delle quali come titolare, mettendo a segno 7 tackle. Il 2 settembre 2011 fu svincolato.

### Edmonton Eskimos
Il 25 febbraio 2013, Curran firmò con gli Edmonton Eskimos. Disputò la prima gara come titolare nella settimana 8 contro i Toronto Argonauts al posto dell'infortunato J.C. Sherritt. In sei partite, due come titolare, Curran mise a segno 14 tackle, sei tackle negli special team e bloccò un punt.

## Vittorie e premi
Nessuno

## Statistiche
NFL
| Partite totali      | 9   |
| Partite da titolare | 0   |
| Tackle              | 7   |
| Sack                | 0,0 |
| Intercetti          | 0   |

Statistiche aggiornate alla stagione 2012
CFL
| Partite totali      | 6   |
| Partite da titolare | 2   |
| Tackle              | 14  |
| Sack                | 0,0 |
| Intercetti          | 0   |

Statistiche aggiornate al 29 agosto 2013